# Michael Gault
Michael Gault (* 15. April 1983 in Lisburn) ist ein nordirischer Fußballspieler.

## Karriere

### Verein
Gault startete seine Karriere beim Lisburn Youth FC. Im Frühjahr 1999 verließ er seine Geburtsstadt Lisburn und unterschrieb beim Linfield FC. Gault spielte für Linfield bis zum Sommer 2014 in 315 IFA Premiership-Spielen und erzielte dabei zehn Tore. Insgesamt spielte Gault in 430 Spielen für den Verein und erzielte dabei 50 Tore (inklusive Pokal).
Er wechselte am 5. August 2014 von Linfield FC zum Portadown FC. Der langjährige Mannschaftskapitän von Linfield, erhielt bei Portadown FC einen Vertrag bis zum 30. Juni 2016.

### Nationalmannschaft
Gault ist einmaliger nordirischer Nationalspieler. Er gab sein Debüt am 28. März 2008 gegen Georgien. Zuvor spielte er bereits 2005 zwei Länderspiele für die nordirische U-21.

## Persönliches
Gault ist neben seiner Karriere als Sportlehrer an der Rathmore Grammar School in Finaghy, Belfast tätig. Gault ist römisch-katholisch, damit war er 2011 der erste Katholik in der Geschichte von Linfield FC, der das Team auf den Platz führte.

## Erfolge
- IFA Premiership (9): 1999/00, 2000/01, 2003/04, 2005/06, 2006/07, 2007/08, 2009/10, 2010/11, 2011/12
- Irish Cup (7): 2001/02, 2005/06, 2006/07, 2007/08, 2009/10, 2010/11, 2011/12
- Irish League Cup (5): 1998/99, 1999/00, 2001/02, 2005/06, 2007/08
- County Antrim Shield (4): 2000/01, 2003/04, 2004/05, 2005/06
- Setanta Sports Cup (1): 2005
- Irish FA Charity Shield (1): 2000